# Thanh Lam
Pour les articles homonymes, voir Lam.
Thanh Lam, née le 19 juin 1969 à Hanoi, est une chanteuse viêtnamienne. Elle est l'une des quatre divas de la musique viêtnamienne, avec Hong Nhung, Mỹ Linh et Tran Thu Ha.

## Biographie
Elle est la fille du compositeur Thuận Yến et de la musicienne Thanh Hương. Elle commence à l'âge de neuf ans au Conservatoire de Hanoi pour étudier le đàn tỳ bà, un luth à quatre cordes traditionnel vietnamien. En 1985, elle rejoint le chant.
Après plusieurs récompenses dans des festivals internationaux de musique, elle remporte le concours national 1991 des chanteurs professionnels vietnamiens avec le titre Chia Tay Hoàng Hôn. 
Elle a également chanté des compositions de Thanh Tùng, Duong Thu, Quốc Trung (son mari 1994-2004) et Lê Minh Son. Elle a travaillé avec des musiciens vietnamiens tels que Trần Thu Hà, Mỹ Linh, Hong Nhung, Tùng Duong, Trọng Tấn, Niels Lan Doky, Le Minh Son et son jeune frère Trí Lin.
En 1998, Than Lam effectue son premier spectacle au Vietnam Em va Toi. Elle a plus de trente albums et est apparu en 2006 et 2007 avec Niels Lan Doky dans le projet Vong Nguyet au Roskilde Festival.

## Discographie
- Bài Hát Ru Anh (1997)
- Em và Tôi (1998)
- Nơi Mùa Thu Bắt Đầu (1998)
- Lá Thu (1998)
- Ru Đời Đi Nhé (1999)
- Asian Session (mit Nils Lan Doky) (1999)
- Khát V?ng (2000)
- Tu Su (2000)
- Đợi Chờ (2001)
- Mây Trắng Bay Về (2001)
- Haitek Haiku (mit Nils Lan Doky) (2001)
- Tự Sự (2004)
- Thanh Lam - Hà Trần (2004)
- Nắng Lên (2005)
- Ru Mãi Ngàn Nam (2005)
- Em Và Ðêm (2005)
- Này Em Có Nhớ (2005)
- Thanh Lam - Trọng Tấn (2006)
- Giọt Lam (2007)